# Jasminanthes suaveolens
Jasminanthes suaveolens är en oleanderväxtart som beskrevs av Carl Ludwig von Blume. Jasminanthes suaveolens ingår i släktet Jasminanthes och familjen oleanderväxter. Inga underarter finns listade i Catalogue of Life.